# Coussignous
Le coussignous est un fromage fort, originaire du Var. Cette préparation fromagère est caractérisée par sa forte expression gustative et odorante.  

## Histoire et origine
Le coussignous a été originellement fabriqué à Signes. Frédéric Zégierman, rédacteur publicitaire, explique : « Ce fromage qui arrache est une vieille tradition, née pour récupérer les restes de fromage trop faits et éviter qu'ils ne se perdent. ».

## Autres dénominations
Ce fromage est appelé aussi couient (cuisant) parce qu'il brûlait la bouche, broussin sur le littoral varois et dans le massif des Maures où il cousine avec le brous et catcha dans le Haut-Verdon où il se confond avec la cachaille (cacheïo).

## Ingrédients et préparation
Utilisant la même technique de préparation que le cachat, le coussignous était élaboré avec les mêmes types de fromages : fromages au lait de chèvre, grande spécialité du Var et fromages au lait de brebis.   
C'était une sorte de pâte mi-liquide, à odeur très forte, résultant de la fermentation de fromages durs et faits avec du fromage frais, des fines herbes, de l'eau-de-vie et du vin. Pour fermenter, il était placé dans un bocal ou un pot en terre, dans lequel il était rajouté des gousses d'ail, des baies roses et un bouquet garni. Le tout était ensuite recouvert d'huile d'olive.
En fonction de son temps de fermentation, le coussignous était de consistance pâteuse, crémeuse ou fluide, granuleuse ou lisse, de couleur beige ivoire à jaune clair.

## Consommation
Un dicton populaire affirme : « Un fromage peut, parfois, constituer à lui seul, avec du pain, un repas tout entier ». C'est ce qui se faisait souvent à la campagne avec le coussignous, dont les paysans disaient « uno brigo fà manga un pan !, ».
Les bergers le consommaient frais, comme un fromage blanc. Sur le littoral, étant donné l'éloignement des alpages, généralement il était consommé fermenté. Dans les deux cas, il était tartiné sur du pain et se dégustait accompagné d'oignons crus ou d'échalotes.

## Commercialisation
Les Toulonnais, qui en étaient grands amateurs, allaient chaque année en faire provision à la foire d'Ollioules qui se tenait pour la Saint-Laurent,. On vendait aussi le coussignous dans les rues de Toulon. Le marché avait lieu le soir le long du ruisseau qui coulait au milieu de la rue des Orfèvres. Les marchands le tenaient enfermé dans une sorte de petit baril et servait leurs clients avec une spatule,.
Deux restaurants aux environs de Hyères, où il est fait maison, le proposeraient toujours à leurs cartes.

## Le coussignous dans les lettres
Jano Blacas de la Pampeto, romancière varoise, écrit dans son conte La rato-penado : « Sus lou cop de sèt ouro, acabado sa proumiero rastelado, la maire i’entrauco uno meleto espesso de tres det dins un pan de meinage, sènso óublida lou saussissot e lou froumage coussignous. ».  
Ce qui se traduit par : Sur le coup de sept heures, ayant achevé sa première remontrance, la mère lui mettait une melette (poisson) épaisse de trois doigts dans un pain de ménage, sans oublier le saucisson et le coussignous.
Dans leur Histoire de Toulon, Paul-Albert Février et Maurice Agulhon, après avoir rappelé les mets emblématiques de la gastronomie toulonnaise, citent le très spécial coussignous dont un morceau faisait manger un pain. 